# Пономаренко, Валерий Валерьевич
Валерий Валерьевич Пономаренко (род. 1970) — российский спортсмен, чемпион и бронзовый призёр Летних Паралимпийских игр 2008 года в пулевой стрельбе из пистолета. Чемпион мира и Европы. Многократный чемпион России. Заслуженный мастер спорта.

## Биография
Валерий Валерьевич Пономаренко родился 19 августа 1970 года в Волгограде. Живёт в Адыгее

## Спорт
Пулевой стрельбой начал заниматься в тире РОСТО. В паралимпийской сборной команде России с 1996 года. С 2000 года тренируется под руководством заслуженного тренера России Георгия Владимировича Гуляйченко.

## Спортивные достижения
- чемпион Паралимпийских игр (2008)[3]
- серебряный призёр Паралимпийских игр (2012)[4]
- трёхкратный бронзовый призёр Паралимпийских игр (2008, 2012)[3]
- чемпион мира (2006)[4]
- чемпион Европы (2005, 2007)[4]

## Награды
Награждён орденом Дружбы.Награжден медалью ордена За заслуги перед отечеством 2 степени